# Malásia nos Jogos Olímpicos de Verão de 1972
A Malásia competiu nos Jogos Olímpicos de Verão de 1972, em Munique, Alemanha Ocidental.

## Resultados por Evento

### Atletismo
100m masculino
- Zainuddin Wahab
  - Primeira Eliminatória — 10.80s (→ não avançou)

### Ciclismo

#### Competição de Estrada
Estrada invidual masculino
- Abdul Bahar-ud-Din Rahum — não terminou (→ sem classificação)
- Daud Ibrahim — não terminou (→ sem classificação)
- Omar Haji Saad — não terminou (→ sem classificação)
- Saad Fadzil — não terminou (→ sem classificação)

#### Competição de Pista
1km contra o relógio masculino
- Daud Ibrahim
  - Final — 1:16.27 (→ 29º lugar)

### Futebol

#### Competição Masculina
- Fase Preliminar (Grupo A)
  - Perdeu para a Alemanha Ocidental (0-3)
  - Derrotou os Estados Unidos (3-0)
  - Perdeu para Marrocos (0-6) → não avançou, 10º lugar geral
- Elenco
  - Bahwandi Hiralal
  - Osman Abdullah
  - Salleh Ibrahim
  - Mohamed Bakar
  - Zawawi Yusoff
  - Harun Jusoh
  - Shaharuddin Abdullah
  - V. Krishnasamy
  - Ali Bakar
  - Rahim Abdullah
  - Wong Kam Fook
  - Looi Loon Teik
  - Khoo Luan Khen
  - Lim Fung Kee
  - Soh Chin Aun
  - Wong Chun Wah
  - Namat Abdullah
  - Hamzah Hussein
  - Dell Akhbar
  - Santokh Singh
  - Chow Chee Keong (gk)
  - syed ahmad
  - M.Chandran

### Hóquei sobre a grama

#### Competição Masculina
- Fase Preliminar (Grupo A)
  - Derrotou Uganda (3-1)
  - Perdeu para a Alemanha Ocidental (0-1)
  - Empatou com a Espanha (0-0)
  - Derrotou a França (1-0)
  - Derrotou a Bélgica (4-2)
  - Perdeu para o Paquistão (0-3)
  - Derrotou a Argentina (1-0)
- Fase Semifinal
  - Perdeu para a Austrália (1-2)
- Partida de Classificação
  - 7º/8º lugar: Perdeu para a Espanha (1-2) → 8º lugar